# Огуз, Мехмет
Мехмет Огуз (тур. Mehmet Oğuz, 3 мая 1949, Стамбул — 27 ноября 2022, Стамбул) — турецкий футболист. Длительное время играл в стамбульском «Галатасарае». Он был плеймейкером команды, выигравшей три подряд чемпионата Турции в сезонах 1970/71, 1971/72 и 1972/73. После ухода легенд «Галатасарая» Ясина Озденака и Нихата Акбая он принял капитанскую повязку и носил её до своего ухода. Из-за его переваливающейся походки во время игры его называли Ордек Мехмет (Ördek Mehmet, что означает Мехмет-утка). Однако он был более известен под другим прозвищем: поскольку летом 1972 года к «Галатасараю» присоединился ещё один Мехмет (Мехмет Озгюль), и он был моложе, Огуз отныне именовался Бююк Мехмет (Большой Мехмет), а Озгюль — Кючюк Мехмет (Маленький Мехмет).

## Карьера игрока

### Клубная карьера
Огуз родился в Кадырге, в стамбульском районе Фатих, и начал играть в футбол с юных лет в своём районном клубе «Кадырга Генчлик Кулюбю» (Kadırga Gençlik Kulübü). В очень молодом возрасте он был переведён в первую команду. Благодаря его работе в 1-й мужской команде слухи о его таланте распространились в стамбульском футбольном сообществе. Тогдашний капитан команды Кадыргас, Орхан, однажды взял Мехмета за руку и привёл к тогдашнему главному тренеру «Галатасарая» Гюндюзу Кылычу. По рекомендации Орхана Кылыч разрешил Огузу посетить тренировочный матч, в котором Огуз убедил Кылыча в своём таланте. Обе стороны согласились, что Огуз должен посещать все тренировки до конца сезона. Затем, в зависимости от его выступлений, Кылыч хотел решить, включать ли Огуза в трансферный список на предстоящий сезон. Огуз убедил Кылыча, в итоге имя Огуза было поставлено на первое место в списке трансферов и несколько раз подчёркнуто. Поскольку Кылыч покинул команду в конце сезона, его преемники позаботились о трансферах на новый сезон. Они заметили подчёркнутое имя Огуза в списке трансферов и подписали Огуза в молодёжную команду летом 1967 года. В молодёжной секции он привлёк внимание Бюлента Экена, легенды клуба, а затем главного тренера команды, и в возрасте восемнадцати лет сразу же был принят в основной состав. Он дебютировал в профессиональном плане 1 октября 1967 года в игре первого дивизиона против «Алтынорду Измир».
На сезон 1968/69 «Галатасарай» нанял своим новым главным тренером Томислава Калоперовича. Под руководством этого тренера Огуз совершил прорыв, на который надеялся. Будучи девятнадцатилетним плеймейкером, он сыграл во всех соревновательных матчах своей команды. Он и его команда завершили лигу чемпионами Турции и вышли в финал Кубка Турции по футболу. В финале кубка, который тогда проводился с ответным матчем, команда Огуза проиграла первую встречу Кубка на выезде Гёзтепе Измир со счётом 0:1. Ответный матч на домашнем стадионе «Митхатпаша» завершился со счётом 1:0 в основное время и перешёл в дополнительное время. На 99-й минуте Нихат Яёз сделал счёт 1:1 для Гёзтепе и обеспечил своей команде победу в кубке. Огуз добился своей первой титульной победы в чемпионате Турции. В завершившемся сезоне Огузу также удалось стать игроком национальной сборной. В следующем сезоне Огуз не достиг своей прошлогодней формы и поэтому больше не был номинирован в сборную Турции. Тренер его клуба Калоперович разрешил ему играть в качестве основного игрока на протяжении первой половины сезона, но предупредил Огуза и его товарища по команде Али Эльверена ближе к концу первой половины сезона, что он не будет использовать их снова, если их результаты не будут улучшены. Оба игрока тогда пообещали улучшение. Огуз сохранил своё обычное место во второй половине сезона и сыграл во всех соревновательных матчах своего клуба вплоть до первого четвертьфинального матча Кубка Турции по футболу против «Эскишехирспора». На 66-й минуте кубкового матча против «Эскишехирспора» Огуз, по его собственному заявлению, по просьбе официального лица клуба Фазиля Гёкнара поставил подножку немецкому арбитру Герду Зипе и в результате этих действий был удалён. В ярости он сказал, что больше никогда не будет играть за «Галатасарай».
После этих событий главный тренер Калоперович отстранил Огуза от участия в команде, заявив, что он очень обеспокоен тем, что его 19-летний игрок получил вторую красную карточку за сезон. Калоперович также заявил, что в случае дальнейшего сотрудничества с «Галатасараем» после окончания текущего сезона потребует продажи Огуза и его товарищей по команде Талата Озкарслы, Айхана Эльмасташоглу, Эргюна Акунера. Огуз оставался до конца сезона без дальнейшего использования в игре. Его команда завершила сезон без титула и дошла до четвертьфинала как единственный луч надежды в Кубке чемпионов-1969/70. Огуз оставался отстранённым от участия в команде до конца сезона, несмотря на то, что клуб нанял нового главного тренера в лице Брайана Берча, и в результате его уже окрестили неуловимым многолетним талантом. На зимний перерыв сезона 1970/71 Огуз снова попал в состав команды. В первой игре второй половины сезона он провёл свою первую игру за десять месяцев вдали от дома. К концу сезона он завершил все соревновательные игры своей команды, вернулся в сборную, а по окончании сезона снова стал чемпионом Турции со своим клубом. Как плеймейкер своей команды, Огуз неизменно получал положительные отзывы в специализированной прессе. Поскольку «Галатасарай» стал чемпионом с командой, средний возраст которой составлял 25 лет, новых игроков на следующий сезон не покупали.
В течение следующих двух лет Огуз сформировал настолько успешную атакующую команду с Метином Куртом, Гёкменом Озденаком, Мехметом Озгюлем, Олджаем Башарыром и Суфи Сойлу, что команда снова выиграла чемпионат Турции в следующих двух сезонах и даже выиграла дубль в сезоне 1972/73 года, став первой командой в истории турецкого футбола, трижды подряд выигравшей чемпионат Суперлиги. Следующие годы были довольно разочаровывающими для команды. Сезон 1973/74 закончился тем, что команда, не оправдав ожиданий, заняла 5-е место в таблице, а в сезоне 1974/75 клуб занял второе место с разницей в пять очков от чемпиона «Фенербахче Стамбул». Летом 1976 года, хотя они и выиграли Кубок Турции, но закончили лигу на третьем месте. После этих трёх неутешительных для руководства клуба сезонов было принято решение о пересмотре состава и расставании с некоторыми опытными игроками, в том числе со звёздным нападающим Метином Куртом. Огуз, который всегда выступал так, как ожидалось, но был отстранён от состава в конце прошлого сезона из-за разногласий, попросил руководство клуба о возможности покинуть клуб за вознаграждение. Руководство клуба отклонило его просьбу, оставило в составе и повысило до капитана команды. Огуз на время передал капитанскую повязку Нихату Акбаю, но вскоре после этого взял на себя руководство командой. Огуз играл за «Галатасарай» до лета 1979 года, а затем намеревался завершить карьеру прощальным матчем. В просьбе о прощальной игре руководство клуба ему отказало. В то время Огуз был также известен как Бююк Каптан (Великий капитан).
Начиная с последней лиги, для «Галатасарая» характерно отсутствие гармонии между руководством клуба и игроками. Огуз, будучи лучшим исполнителем и к концу своего времени в Галатасарае в качестве капитана, был в основном вовлечён в эти противоречия, и в результате часто был оштрафован или даже отстранён от команды. После того, как Огуз не получил прощального матча в качестве подающего игрока, он позволил своему близкому другу, главному сопернику, капитану «Фенербахче» Джемилю Турану, убедить его присоединиться к главным соперникам перед уходом на пенсию. При этом Огуз уже был освобождён «Галатасараем», так что «Фенербахче» не пришлось платить за него выкуп. Этот шаг, в результате которого капитан «Галатасарая» присоединился к заклятому сопернику «Фенербахче», не давал покоя СМИ всё лето. Огуз стабильно играл в течение одного сезона за свой новый клуб, а затем завершил свою карьеру летом 1970 года игрой между Фенербахче и Бешикташ Стамбул.

### Национальная команда
После того, как Огуз добился прорыва в качестве игрока в сезоне 1968/69 и зарекомендовал себя как постоянный игрок стамбульского «Галатасарая», он также был вызван тогдашним тренером национальной сборной Турции Аднаном Сювари на товарищеский матч против Саудовской Аравии. В этом матче 17 января 1969 года Огуз также дебютировал на международной арене. В том же году он ещё трижды номинировался в состав сборной Турции до 21 года и был задействован в трёх играх. Поскольку Огуз был отстранён от участия в команде «Галатасарай» примерно на десять месяцев с весны 1970 года, в это время он не участвовал в сборной. Он вернулся в сборную только в апреле 1971 года и следующие четыре года был одним из регулярно номинируемых игроков. Также он ещё трижды играл за команду U-21 в 1972 году.
Свой последний международный матч он сыграл 19 марта 1975 года; это был товарищеский матч против сборной Румынии.